# Xã Orange, Quận Delaware, Ohio
Xã Orange (tiếng Anh: Orange Township) là một xã thuộc quận Delaware, tiểu bang Ohio, Hoa Kỳ. Năm 2010, dân số của xã này là 26.269 người.